# Berkshires
Berkshires (Berkshire Hills) – pasmo wzgórz w północno-wschodnich Stanach Zjednoczonych, w stanach Massachusetts i Connecticut. Stanowi południową część Gór Zielonych.
Jako najwyższy ich szczyt podawany jest Mount Greylock (1064 m n.p.m.), choć znajduje się on w paśmie Taconic lub Greylock Range. Faktycznie najwyższym szczytem Berkshires jest Crum Hill w hrabstwie Franklin w mieście Monroe.
Nazwa Berkshires jest używana nie tylko na określenie samych wzgórz, ale często również na cały region geograficzny, a nawet kulturowy. Wynikają z tego problemy ze ścisłym wyznaczeniem ich granic (a także m.in. błędne przyporządkowanie Mount Greylock wzgórzom Berkshires, w których nie leży, ale należy już do wyżej wymienionych regionów).